# Меллорі Комерфорд
Меллорі Комерфорд (англ. Mallory Comerford, 6 вересня 1997) — американська плавчиня.
Чемпіонка світу з водних видів спорту 2017, 2019 років.
Чемпіонка світу з плавання на короткій воді 2016, 2018 років.
Призерка Пантихоокеанського чемпіонату з плавання 2018 року.